# Microsoft Jet Database Engine
Il Microsoft Jet Database Engine è un motore di database relazionale con limitate capacità, se paragonato a grossi sistemi come Oracle, MySQL o lo stesso compagno di squadra SQL Server, ma permette di gestire un numero di connessioni sufficienti per piccole reti di tipo SOHO.
Dopo un certo numero di connessioni (circa cinque, ma dipende dalla dimensione delle viste e tabelle coinvolte) le prestazioni decadono sensibilmente, tanto da renderlo di fatto poco utilizzabile.
Gestisce le transazioni, ha il supporto per l'integrità referenziale e permette connessioni di tipo nativo, con ADO ed il più vecchio Data Access Objects (DAO), ma anche connessioni ODBC.